# Artdink
Artdink (アートディンク?, Atodinku) è un'azienda giapponese fondata nel 1986 specializzata nella produzione di videogiochi. È nota per aver sviluppato le serie A-Train, Lunatic Dawn e Carnage Heart oltre a videogiochi come Aquanaut's Holiday. L'azienda produce inoltre titoli per console portatili basati su serie anime tra cui Sword Art Online, Macross e Nisekoi.
Nel 2001 Artdink è stata tra le aziende che hanno collaborato con Sony Computer Entertainment per lo sviluppo del software development kit per la PlayStation 2.

## Videogiochi pubblicati
1988-1989
- A-Ressha de Ikou II (X68000)
- A-Ressha de Ikou II: Shin Map (X68000)
- Double Eagle (X68000)
- Double Eagle: Tricky Hole (X68000)
- How Many Robots? (PC88, MSX, X68000)
- Daikairei: Dai Nippon Teikoku Kaigun no Kiseki (X68000)
- Daikairei: Nankai to Shitou (X68000)
- Daikairei: Power Kit to Shin Scenario Make Kit (X68000)
- Railroad Empire (PC)

1990-1999
- A-Ressha de Ikou II: Gentei Okaidoku Han (X68000)
- Daikairei: Dai Nippon Teikoku Gentei Okaidokuban (X68000)
- Daikairei: Nankai no Shitou Gentei Okaidokuban (X68000)
- Daikairei: Nankai no Shitou Tsuika Scenario (X68000)
- Daikairei: Tsuika Scenario (X68000)
- Eikan wa Kimi ni: Koukou Yakyuu Zenkoku Taikai (X68000)
- Far Side Moon: Chikyuu Boueidan 2 (X68000)
- Kikou Shidan (X68000)
- A-Ressha de Ikou (Famicom)
- A-Ressha de Ikou III (X68000, PC Engine, Super Famicom)
- A-Ressha de Ikou III Map Construction (X68000)
- A-Ressha de Ikou III Map Construction Shin Map Tsuki (X68000)
- The Atlas (PC-9801)
- The Atlas HD Senyou Ban (PC-9801)
- The Atlas 2 (PC-9801)
- A-Ressha de Ikou IV (PC-9801, PlayStation)
- The Atlas: Renaissance Voyager (PC Engine)
- Eikan wa Kimi ni: Koukou Yakyuu Zenkoku Taikai (PC Engine)
- The Atlas (Super Famicom)
- Lunatic Dawn FX (PC-FX)
- Aquanaut's Holiday (PlayStation)
- Tail of the Sun (PlayStation)
- ToPoLo (PlayStation)
- A-Ressha de Ikou V (PlayStation)
- A-Train (PlayStation)
- A-Ressha de Ikou Z: Mezase! Tairiku Oudan (PlayStation)
- C.E.O. (PC)
- Carnage Heart (PlayStation)
- Carnage Heart EZ: Easy Zapping (PlayStation)
- Kaze no Notam (PlayStation)
- Kowloon's Gate (PlayStation)
- Colony Wars (PlayStation)
- The Conveni Special (PlayStation)
- The FamiRes (PlayStation)
- Lunatic Dawn III (PlayStation)
- Navit (PlayStation)
- Neo Atlas (PlayStation)
- No One Can Stop Mr. Domino! (PlayStation)
- Ogre Battle: The March of the Black Queen (PlayStation)
- SimCity 2000 (PlayStation)
- Susume! Kaizoku (PlayStation)
- Zeus: Carnage Heart Second (PlayStation)
- Vampire: Kyuuketsuki Densetsu (PlayStation)
- Aquanaut no Kyuujitsu: Memories of Summer 1996 (PlayStation)
- A-Ressha de Ikou Z: Mezase! Tairiku Oudan (PlayStation)
- Aquanaut no Kyuujitsu 2 (PlayStation)
- Eikan wa Kimi ni 4 (PlayStation)
- Neo Atlas II (PlayStation)
- Zeus II: Carnage Heart (PlayStation)
- Lunatic Dawn Odyssey (PlayStation)
- Tactics Ogre: Let Us Cling Together (PlayStation)

2000-2009
- A-Train 6 (PlayStation 2)
- Turnabout (PlayStation)
- BCV: Battle Construction Vehicles (PlayStation 2)
- Lagnacure Legend (PlayStation)
- Eikan wa Kimi ni: Koushien e no Michi (PlayStation 2)
- Mahjong Gokuu Taisei (PlayStation 2)
- Neo Atlas III (PlayStation 2)
- Lunatic Dawn Tempest (PlayStation 2)
- A-Ressha de Ikou 2001 (PlayStation 2)
- Basic Studio: Powerful Game Koubou (PlayStation 2)
- Mr. Golf (PlayStation 2)
- Train Kit for A-Ressha de Ikou 2001 (PlayStation 2)
- Shenseiki Evangelion Typing E-Keikaku (PlayStation 2)
- Eikan wa Kimi ni: Koushien no Hasha (PlayStation 2)
- Gendai Yougo no Kiso Chishiki 2001 (PlayStation 2)
- Katei no Igaku TV Ware Series (PlayStation 2)
- The Seed: WarZone (PlayStation 2)
- Nihongo Daijiten (PlayStation 2)
- Pro Atlas for TV: Zengokuban (PlayStation 2)
- Pro Atlas for TV: Kinki (PlayStation 2)
- Pro Atlas for TV: Shutoken (PlayStation 2)
- Pro Atlas for TV: Toukai (PlayStation 2)
- A-Ressha de Ikou 2001 Perfect Set (PlayStation 2)
- Motto Golful Golf (PlayStation 2)
- The FamiRes (PlayStation)
- Eikan wa Kimi ni 2004: Koushien no Kodou (PlayStation 2)
- Gundam Battle Tactics (PlayStation Portable)
- Zipang (PlayStation 2)
- A-Train HX (Xbox 360)
- Carnage Hearts Portable (PlayStation Portable)
- Gundam Battle Royale (PlayStation Portable)
- Lisa to Issho ni Tairiku Oudan: A-Ressha de Ikou (PlayStation Portable)
- Gundam Battle Chronicle (PlayStation Portable)
- Aquanaut's Holiday: Kakusareta Kiroku (PlayStation 3)
- Macross Ace Frontier (PlayStation Portable)
- A-Ressha de Ikou DS (Nintendo DS)
- Gundam Battle Universe (PlayStation Portable)
- Macross Ultimate Frontier (PlayStation Portable)

2010
- A-Ressho de Ikou DS: Navigation Pack (Nintendo DS)
- A-Train 9 (PC)
- Carnage Heart EXA (PlayStation Portable)
- Gundam Assault Survive (PlayStation Portable)
- Tantei Opera Milky Holmes
- Macross Trial Frontier (PlayStation 3)
  - Incluso con il film Macross Frontier: The False Songstress in un disco Blu-ray ibrido.

2011
- Macross Triangle Frontier (PlayStation Portable)
- Macross Last Frontier (PlayStation 3)
  - Incluso con il film Macross Frontier: The Wings of Goodbye in un disco Blu-ray ibrido.

2012
- A-Ressha de Ikou 3D (Nintendo 3DS)
- Bipedal Movement Simulation (PlayStation 3)
- Gundam Seed Battle Destiny (PlayStation Vita)
- Tantei Opera Milky Holmes 2
- Macross: My Boyfriend is a Pilot 2012 (PlayStation 3)

Incluso con il film Macross: Do You Remember Love? in un disco Blu-ray ibrido.
2013
- Battle Robot Damashii (PlayStation Portable)
- Macross 30: Voices across the Galaxy (PlayStation 3)
- Dragon Ball Z: Battle of Z (PlayStation 3, PlayStation Vita, Xbox 360)
- Puella Magi Madoka Magica: The Battle Pentagram (PlayStation Vita)

2014
- A-Train 3D: City Simulator (Nintendo 3DS)

2015
- Sword Art Online: Lost Song (PlayStation Vita, PlayStation 4)[6]
- World Trigger: Borderless Mission (PlayStation Vita)

2016
- Macross Delta Scramble (PlayStation Vita)
- Neo Atlas 1469 (PlayStation Vita, Windows)[7]
- A-Ressha de Ikou 3D NEO (Nintendo 3DS)
- A-Train PC Classic (Windows)

2017
- A-Train Express (PlayStation 4)
- Accel World vs. Sword Art Online: Millennium Twilight (PlayStation 4, PlayStation Vita, Windows)

2018
- Neo Atlas 1469 (Nintendo Switch)

2019
- A-Ressha de Ikou Exp. + (PlayStation 4)
- Sword Art Online: Lost Song (Windows)

2020
- Witch Spring 3 Re:Fine -The Story of the Marionette Witch Eirudy (Nintendo Switch)

2021
- A-Train: All Aboard! Tourism (Nintendo Switch)
- Wonder Boy: Asha in Monster World (Nintendo Switch, PlayStation 4)

2022
- Triangle Strategy (Nintendo Switch)